# 卡爾布靈山
47°32′48″N 14°31′17″E / 47.54667°N 14.52139°E

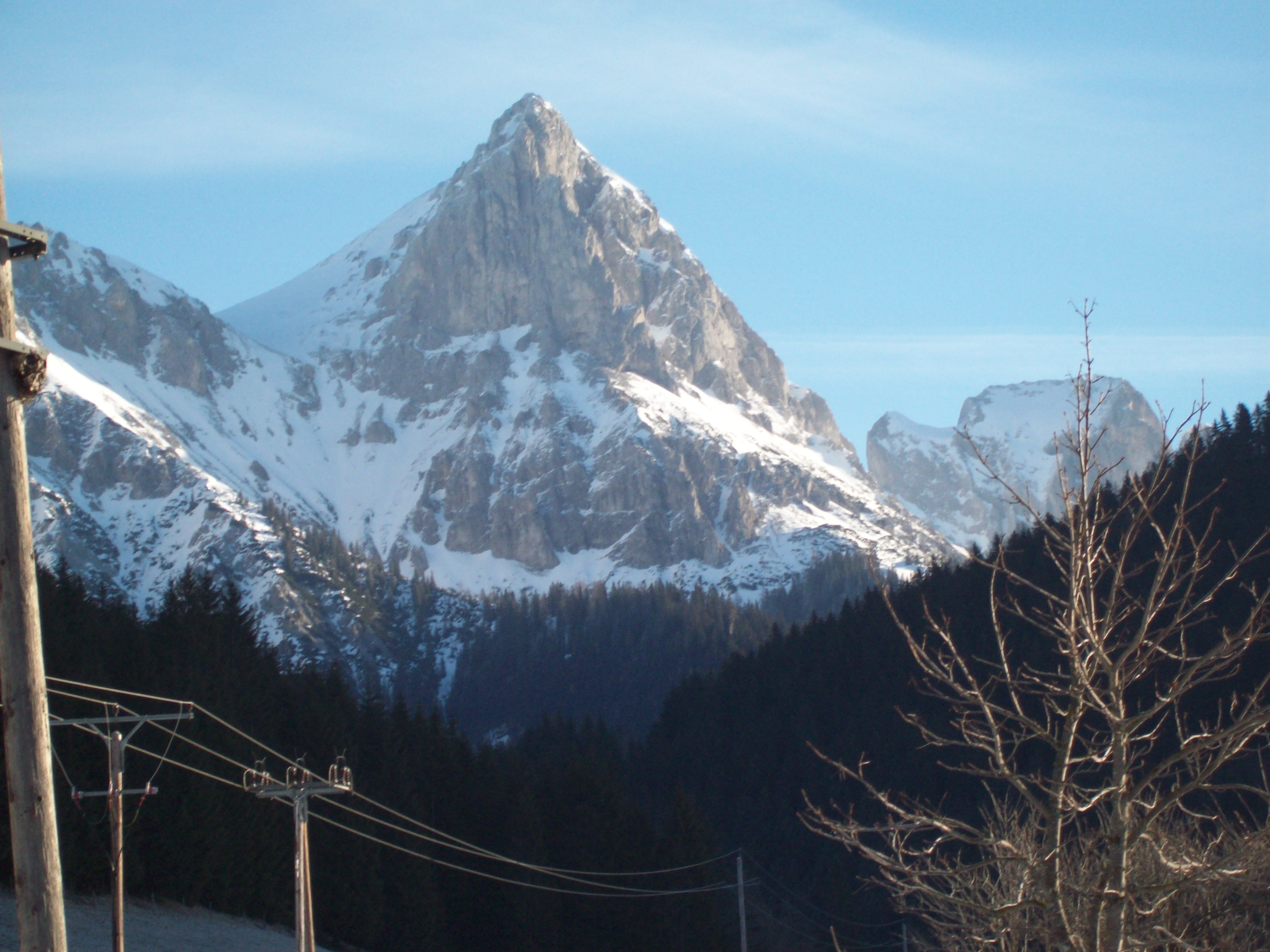

卡爾布靈山（德語：Kalbling），是奧地利的山峰，位於該國東南部，由施泰爾馬克州負責管轄，屬於恩斯塔爾阿爾卑斯山脈的一部分，距離施帕拉費爾德山0.7公里，海拔高度2,196米。